# Sparasion anatolyi
Sparasion anatolyi är en stekelart som beskrevs av Kononova 2001. Sparasion anatolyi ingår i släktet Sparasion och familjen Scelionidae. Inga underarter finns listade i Catalogue of Life.